# Chilodonella
Chilodonella ist eine Gattung einzelliger, mikroskopisch kleiner Organismen, die zu den Ciliophora gehören d. h. zu den artenreichen Wimpertierchen. Sie kommen freilebend vor, aber auch als Parasit auf Süßwasserfischen. Sie verursachen die Chilodonelliasis.

## Aussehen und Lebensweise
Der Namen Chilodonella leitet sich von Chil – und odōn, griechisch = Zahn ab. Sie haben einen ovalem Körper von 40 – 70 μm Länge. Ihr hinteres Körperende ist eingekerbt. Die Körper des Chilodonella besitzen Cilien, das sind kleine haarähnliche Strukturen (Wimpern). Aufgrund ihrer Vakuolen, welche die Hohlräume des Wimperntierchens mit Flüssigkeit füllen, wirkt das Protoplasma grobkörnig. Der eiförmige Makronucleus ist ungefähr ⅓ so lang wie der Einzeller selbst. Der Mikronucleus ist rund.
Chilodonella leben frei im Meer, in Süßwasser, Salinen, Faulschlamm, Falllaub und im Moos. Sie kommen aber auch als Parasiten auf Fischen vor. Ihr Befall ist eine recht geläufige Fischkrankheit, die Chilodonelliasis oder „Chilodonella-Befall“, welche umgangssprachlich auch „Hauttrüber“ genannt wird. Chilodonella hexasticha und Chilodonella piscicola sind die wichtigsten Vertreter der externen Fisch-Parasiten, sogenannte  Ektoparasiten, die eine Vielzahl von Süßwasserfischarten befallen können.  Beide können für die Fische sehr schädlich sein und schwere Krankheiten verursachen. Ihre Vermehrung erfolgt durch Querteilung, wodurch ihre Population binnen kürzester Zeit exponentiell ansteigen kann. Die Parasiten können deswegen zu Ausbrüche mit hoher Sterblichkeit bei gezüchteten Süßwasserfischen führen, was große wirtschaftliche Verluste verursachen kann. Bei ungünstigen Lebensbedingungen können Ruhecysten ausgebildet werden.